# 庚午ランプ
庚午ランプ(こうごランプ)は広島県広島市西区庚午に所在する西広島バイパスのランプ。

## 概要
西広島バイパスの開通により1971年に完成した。出入口は出口は上り線のみ、入り口は下り線のみである。特に、入り口を庚午オンランプ、出口を庚午オフランプという。しかし、交通標識ではランプという表記は存在せず、出口、入口、出入口で統一されている。

## 周辺
- 西広島駅
- 東高須駅

## 隣のランプ
西広島バイパス
高須ランプー庚午ランプー観音ランプ